# Glanshammar
Glanshammar är en tätort i Örebro kommun och kyrkbyn i Glanshammars socken. Glanshammar ligger 15 kilometer nordöst om Örebro.
Från Glanshammar kommer den kända Ekebergsmarmorn, Närkes landskapssten. 

## Namnet
Ortnamnet Glanshammar kommer av glan 'öppning, ljusning' och hammar 'stenig höjd, stenbacke'.

## Befolkningsutveckling
| Befolkningsutvecklingen i Glanshammar 1960–2020 | Befolkningsutvecklingen i Glanshammar 1960–2020 | Befolkningsutvecklingen i Glanshammar 1960–2020 | Befolkningsutvecklingen i Glanshammar 1960–2020 | Befolkningsutvecklingen i Glanshammar 1960–2020 |
| ----------------------------------------------- | ----------------------------------------------- | ----------------------------------------------- | ----------------------------------------------- | ----------------------------------------------- |
|                                                 |                                                 |                                                 |                                                 |                                                 |
| År                                              |                                                 |                                                 | Folkmängd                                       | Areal (ha)                                      |
| 1960                                            | 1960                                            |                                                 | 260                                             |                                                 |
| 1965                                            | 1965                                            |                                                 | 343                                             |                                                 |
| 1970                                            | 1970                                            |                                                 | 431                                             |                                                 |
| 1975                                            | 1975                                            |                                                 | 707                                             |                                                 |
| 1980                                            | 1980                                            |                                                 | 702                                             |                                                 |
| 1990                                            | 1990                                            |                                                 | 696                                             | 92                                              |
| 1995                                            | 1995                                            |                                                 | 725                                             | 92                                              |
| 2000                                            | 2000                                            |                                                 | 719                                             | 92                                              |
| 2005                                            | 2005                                            |                                                 | 724                                             | 92                                              |
| 2010                                            | 2010                                            |                                                 | 727                                             | 93                                              |
| 2015                                            | 2015                                            |                                                 | 778                                             | 112                                             |
| 2020                                            | 2020                                            |                                                 | 793                                             | 121                                             |
|                                                 |                                                 |                                                 |                                                 |                                                 |

## Samhället
I Glanshammar finns  Glanshammars kyrka. En bit väster om kyrkan finns länets äldsta kända silvergruva.

## Näringsliv
I trakten öster om kyrkan bryts urbergskalksten av företaget Björka mineral. 

## Idrott
Glanshammar har en idrottsförening: Glanshammars IF (GIF).